# Alexandre Alberto da Rocha de Serpa Pinto

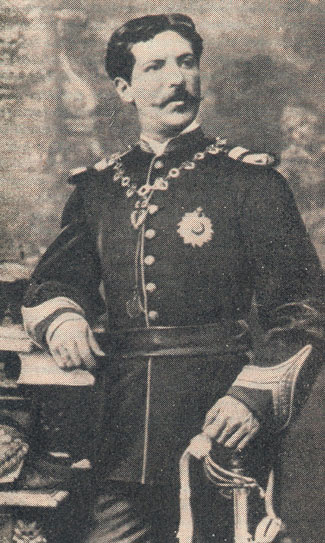
Alexandre Alberto da Rocha de Serpa Pinto.

Alexander Albert da la Roche de Serpa Pinto (* 20. April 1846 in Schloss Polchras am Douro; † 28. Dezember 1900 in Lissabon) war ein portugiesischer Afrikaforscher und Kolonialbeamter.

## Leben
Serpa Pinto wurde in Amerika, wohin sein Vater 1848 auswanderte, erzogen. 1858 kehrte er nach Portugal zurück, besuchte bis 1864 die Militärschule in Lissabon und trat dann als Leutnant in die Infanterie ein.
In die portugiesische Kolonie Mosambik versetzt, machte er dort mehrere kleine Reisen und wurde als Major 1877 zum Chef einer von Portugal ausgerüsteten Kolonialexpedition ernannt. Von Benguela ging er über Quillengues und Ngola nach Bihé. Er trennte sich von seinen Gefährten Capello und Ivens, welche nordwärts zogen, zog längs des Cubango und erforschte die oberen Zuflüsse des Sambesi.
Hier will er einen „weißen Menschenstamm“, die Cassequere, entdeckt haben. Vom Cuando aus erreichte er Lialui am linken Ufer des Sambesi, wo er einen Angriff der Marutse-Mambunda zwar zurückschlug, aber alle seine Träger durch Desertion verlor.
Er zog nun südwärts zu den Victoriafällen und zählte auf dieser Strecke des Sambesi 37 Katarakte, dann von Schoschong nach Pretoria und erreichte am 16. März 1879 Aden, von wo er nach Europa zurückkehrte.
Die Schilderung seiner Reise erschien in mehreren Sprachen, deutsch unter dem Titel Wanderung quer durch Afrika (Leipzig 1881).
1885 unternahm er mit Cardozo, einem Offizier der portugiesischen Marine, einem englischen Photographen, 250 Trägern und einer Eskorte von 800 bewaffneten Einheimischen aus Inhambane eine neue Expedition zur Erforschung des Gebiets im Westen des Njassasees und im Süden des Bangweulusees bis zum Loangwe.
Eine Erkrankung zwang ihn jedoch, die Führung an Cardozo abzugeben. Die Expedition wurde noch von anderen Unglücksfällen heimgesucht, doch wurde durch sie eine Reiseroute nach Ibo und weiter landeinwärts bis Blantyre und zurück an die Sambesimündung durch Triangulation festgelegt. 1886 kehrte Pinto nach Portugal zurück.
1889 unternahm Pinto eine neue Expedition nach dem Schire und unterwarf das Makololo-Land der portugiesischen Herrschaft, obwohl er wusste, dass dieses kürzlich unter englisches Protektorat gestellt worden war. Ein Ultimatum der britischen Regierung vom 11. Januar 1890 zwang die Portugiesen, sich aus dem eroberten Gebiet zurückzuziehen. Im April 1890 kehrte Serpa Pinto nach Lissabon zurück. 1891 wurde er als korrespondierendes Mitglied in die Académie des sciences aufgenommen.
Serpa Pinto starb am 28. Dezember 1900 in Lissabon.

## Schriften
- Serpa Pinto's Wanderung quer durch Afrika vom Atlantischen zum Indischen Ocean durch bisher größtentheils gänzlich unbekannte Länder, die Entdeckung der großen Nebenflüsse des Zambesi nach des Reisenden eigenen Schilderungen frei übersetzt von H. v. Wobeser. 2 Bände. Leipzig, Ferdinand Hirt & Sohn, 1881